# Дубовики
Дубо́вики — село в Україні, центр Дубовиківської сільської громади Синельниківського району Дніпропетровської області. Населення становить 422 особи.

## Географія
Село Дубовики розташоване в центральній частині Синельниківського району за 2,5 км від лівого берега річки Чаплина. На півдні межує з селом Свиридове, на сході з селом Хуторо-Чаплине, на півночі з селом Медичне та на заході з селом Артемівка. По селу протікає пересихаючий струмок з загатою.

## Історія
7 (20) листопада 1917 року, відповідно до Третього Універсалу Української Центральної Ради, увійшло до складу Української Народної Республіки.
Поблизу села розміщена Васильківська обласна психіатрична лікарня. В 1942 році, під час Другої світової війни нацисти знищили тут 200 хворих.
12 червня 2020 року, відповідно до розпорядження Кабінету Міністрів України № 709-р від «Про визначення адміністративних центрів та затвердження територій територіальних громад Дніпропетровської області», увійшло до складу Дубовиківської сільської громади.
19 липня 2020 року, в результаті адміністративно-територіальної реформи та ліквідації Васильківського району, село увійшло до складу новоутвореного Синельниківського району.

## Населення

### Мова
Розподіл населення за рідною мовою за даними перепису 2001 року:
| Мова       | Кількість | Відсоток |
| ---------- | --------- | -------- |
| українська | 524       | 100%     |

## Економіка
- Україна-2000.

## Об'єкти соціальної сфери
- Школа.
- Васильківська обласна психіатрична лікарня